# Zmarli w listopadzie 2018

## Listopad 2018
- 30 listopada
  - Peter Armitage – angielski aktor[1]
  - George H.W. Bush – amerykański polityk i przedsiębiorca, 41. prezydent Stanów Zjednoczonych oraz 43. wiceprezydent Stanów Zjednoczonych[2]
  - Jan Chwałek – polski duchowny katolicki, muzykolog, organmistrz, doktor habilitowany, profesor nadzwyczajny Katolickiego Uniwersytetu Lubelskiego Jana Pawła II[3]
  - Palden Gjaco – tybetański mnich buddyjski, więzień polityczny[4]
  - Piotr Sędzikowski – polski operator filmowy[5]
- 29 listopada
  - Ruth Haring – amerykańska szachistka[6]
  - Erik Lindmark – amerykańska gitarzysta, członek zespołu Deeds of Flesh[7]
  - Maria Lorentz – polska historyk sztuki, dyrektor Muzeum Ziemi Zamojskiej, posłanka na Sejm PRL V i VII kadencji[8]
  - Wiktor Matwijenko – ukraiński piłkarz[9]
  - Krystyna Sempka – polski działaczka podziemia niepodległościowego w czasie II wojny światowej oraz powojenna działaczka kombatancka[10]
- 28 listopada
  - Nicanor de Carvalho – brazylijski trener piłkarski[11]
  - Richard Fulton – amerykański polityk[12]
  - Lubomír Kostelka – czeski aktor[13]
  - Robert Morris – amerykański rzeźbiarz, artysta konceptualny i pisarz[14]
  - Ed Pastor – amerykański polityk[15]
  - Jerzy Swalski – polski dziennikarz[16][17]
  - Marian Wachowicz – polski przedsiębiorca, twórca i właściciel TV Dami[18]
  - Ferdynand Wójtowski – polski zootechnik, prof. dr hab.[19][20]
- 27 listopada
  - Gérard Israël – francuski filozof i historyk religii, polityk, eurodeputowany (1980–1984)[21]
  - Ryszard Janik – polski duchowny, teolog i publicysta luterański[22]
  - Zbigniew Kączkowski – polski działacz podziemia niepodległościowego w czasie II wojny światowej, profesor nauk technicznych[23]
  - Medardo Luis Luzardo Romero – wenezuelski duchowny katolicki, biskup San Carlos de Venezuela, Ciudad Guayana i arcybiskup Ciudad Bolívar[24]
  - Johnny Maddox – amerykański historyk, pianista[25]
  - Michał Major – polski ekonomista, profesor nadzwyczajny Uniwersytetu Ekonomicznego w Krakowie[26][27]
  - Maria Rostworowska – polska tłumaczka i pisarka[28].
  - Goran Stefanowski – macedoński scenarzysta i dramaturg[29]
  - Mahito Tsujimura – japoński aktor głosowy[30]
- 26 listopada
  - Jean Barker – brytyjska polityk, baronessa Trumpington[31]
  - Bernardo Bertolucci – włoski reżyser i scenarzysta filmowy[32]
  - Stanisław Czepita – polski prawnik, teoretyk prawa, profesor nadzwyczajny Wydziału Prawa i Administracji Uniwersytetu Szczecińskiego[33]
  - Wiesław Czwórnóg – polski trener lekkoatletyki, kawaler orderów[34][35]
  - Hugh Dickson – angielski aktor[36]
  - Bujar Gjurgjeala – kosowski polityk i inżynier, przewodniczący parlamentu autonomicznego Kosowa (1990)[37]
  - Stanislaw Gorkowienko – radziecki dyrygent i kompozytor, Ludowy Artysta RFSRR[38]
  - Samuel Hadida – francuski producent filmowy[39]
  - Johnny Hart – angielski piłkarz[40][41]
  - Stephen Hillenburg – amerykański animator[42]
  - Iravatham Mahadevan – indyjski urzędnik i badacz epigrafiki, znany m.in. z odszyfrowania tamilskiego pisma brahmi[43]
  - Tomás Maldonado – argentyński projektant, malarz i filozof[44]
  - Leo Schwarz – niemiecki duchowny katolicki, biskup[45]
  - Józef Stański – polski działacz rolniczy, partyjny i państwowy, wojewoda kielecki w latach 1975–1980[46]
  - Wiktor Szukalski – polski działacz łowiecki, kawaler orderów[47][48]
- 25 listopada
  - Jacques Baudin – senegalski polityk, od 1998 do 2000 minister spraw zagranicznych[49]
  - Nina Beilina – rosyjska skrzypaczka[50]
  - Randolph L. Braham – amerykański politolog i historyk[51]
  - Giuliana Calandra – włoska aktorka, dziennikarka i hostessa telewizyjna[52]
  - Jarosław Kaczmarczyk – polski zawodnik i trener karate[53][54]
  - Wiktor Kanewski – ukraiński piłkarz i trener[55][56]
  - Gloria Katz – amerykańska scenarzystka i producentka filmowa[57]
  - Zbigniew Korpolewski – polski artysta estradowy, aktor, reżyser i prezenter przedstawień rozrywkowych i muzycznych, prawnik[58]
  - Łukasz Kwiatkowski – polski kolarz torowy, olimpijczyk (2004, 2008)[59]
  - Eva Probst – niemiecka aktorka[60]
- 24 listopada
  - David Conville – brytyjski aktor[61]
  - David Defiagbon – kanadyjski bokser, medalista olimpijski[62]
  - Saida Gunba – gruzińska lekkoatletka, oszczepniczka[63]
  - Ricky Jay – amerykański aktor, pisarz, magik sceniczny[64]
  - Krzysztof Liszcz – polski psychiatra i działacz społeczny, publicysta[65]
  - Robert Morlino – amerykański duchowny katolicki, biskup[66]
  - Stanko Radmilović – jugosłowiański (serbski) polityk i ekonomista, przewodniczący Rady Wykonawczej/premier Socjalistycznej Republiki Serbii (1989–1991)[67]
  - Věra Růžičková – czeska gimnastyczka sportowa, mistrzyni olimpijska[68]
- 23 listopada
  - Kevin Austin – angielski piłkarz[69]
  - Bernard Gauthier – francuski kolarz, czterokrotny triumfator wyścigu Bordeaux-Paryż[70]
  - Stanisław Jakubczyk – polski malarz i poeta, Honorowy Obywatel Gminy Iwonicz-Zdrój[71]
  - Zbigniew Landau – polski historyk i ekonomista, prof. dr hab.[72]
  - Bob McNair – amerykański biznesmen, właściciel klubu Houston Texans[73]
  - Eufrozyna Piątek – polska dziennikarka, publicystka i regionalistka, Honorowa Obywatelka Szczawna-Zdroju[74][75]
  - Nicolas Roeg – brytyjski reżyser i operator filmowy[76]
- 22 listopada
  - Andrzej Fischer – polski piłkarz, srebrny medalista z mistrzostw świata w 1974 roku[77]
  - Gabriel (Giba) – polski duchowny prawosławny, archimandryta, doktor teologii[78]
  - Jerzy Groszek – polski działacz harcerski i nauczyciel, kawaler orderów[79]
  - Willie Naulls – amerykański koszykarz[80]
- 21 listopada
  - Meena Alexander – indyjska poetka i pisarka[81]
  - Sosłan Andijew – osetyjski zapaśnik, mistrz świata i Europy, dwukrotny mistrz olimpijski[82]
  - Andrzej Bianusz – polski poeta, prozaik, scenarzysta, satyryk, autor tekstów piosenek[83]
  - Ray Chavez – amerykański świadek historii, najstarszy żyjący uczestnik ataku na Pearl Harbor po stronie amerykańskiej[84][85]
  - Ernesto Marc Chengula – tanzański duchowny rzymskokatolicki, biskup Mbeya[86]
  - Igor Korobow – rosyjski wojskowy, szef wywiadu wojskowego GRU[87]
  - Edmund Kowalski – polski samorządowiec, burmistrz Tucholi, Honorowy Obywatel Gminy Tuchola[88]
  - Devin Lima – amerykański wokalista, członek zespołu LFO[89]
  - José Peralta – amerykański polityk[90]
  - Jan Rybarski – polski dyrygent, chórmistrz, organista i pedagog[91]
  - Jan Strzałkowski – polski skoczek spadochronowy[92]
  - Jan Zagozda – polski dziennikarz radiowy[93]
- 20 listopada
  - Szlomo Arel – izraelski wojskowy w stopniu generała majora, od 1966 do 1968 dowódca Izraelskiego Korpusu Morskiego[94]
  - Roy Bailey – brytyjski piosenkarz folkowy[95]
  - James H. Billington – amerykański historyk[96]
  - Mac Collins – amerykański polityk i przedsiębiorca, od 1993 do 2005 członek Izby Reprezentantów[97]
  - Andrzej Gmitruk – polski trener bokserski[98]
  - Aaron Klug – brytyjski biochemik i biofizyk, laureat Nagrody Nobla w dziedzinie chemii (1982)[99]
  - Grzegorz Matula – polski zawodnik, trener i dziennikarz brydżowy[100]
  - Eimuntas Nekrošius – litewski reżyser teatralny[101]
  - Kazimierz Pękala – polski geomorfolog, prof. dr hab.[102]
  - Dietmar Schwager – niemiecki piłkarz i trener[103]
- 19 listopada
  - Bill Caddick – brytyjski piosenkarz folkowy, gitarzysta i autor piosenek[104]
  - Pablo Cedano Cedano – dominikański duchowny katolicki, od 1996 do 2003 biskup pomocniczy archidiecezji Santo Domingo[105]
  - Sulejman Dibra – albański aktor[106]
  - Alfred Evers – belgijski polityk i samorządowiec, od 1977 do 2000 burmistrz Eupen, od 1999 do 2004 szef parlamentu mniejszości niemieckiej w Belgii[107]
  - Apisai Ielemia – tuvalski polityk, od 2006 do 2010 premier i minister spraw zagranicznych Tuvalu[108]
  - Leopold Mariën – belgijski lekkoatleta, wieloboista[109]
  - Alí Rodríguez Araque – wenezuelski polityk, dyplomata i prawnik, minister finansów i spraw zagranicznych, ambasador Wenezueli na Kubie[110]
  - Witold Sobociński – polski operator filmowy[111]
  - Shiao Yi – chińsko-amerykański pisarz powieści wuxia[112]
  - Czesław Mostek – polski uczestnik II wojny światowej, kawaler orderów[113][114][115]
- 18 listopada
  - Mike Butler, amerykański koszykarz (ur. 1946)[116]
  - Héctor Beltrán Leyva – meksykański diler narkotykowy, lider gangu[117]
  - Waldir Boccardo – brazylijski koszykarz, brązowy medalista olimpijski z 1960[118]
  - Andrzej Grembowicz vel Robert Brutter – polski pisarz i scenarzysta[119]
  - Gabrielle Meyer – francuska lekkoatletka[120]
  - Jan Pieniądz – polski polityk i nauczyciel, wicewojewoda tarnowski (1982–1991), poseł na Sejm II kadencji (1993–1997)[121]
  - Jennie Stoller – brytyjska aktorka[122]
  - Maria Zielińska – polska śpiewaczka operowa związana z Operą Bałtycką w Gdańsku[123][124]
  - Uładzimir Żurawiel – białoruski piłkarz i trener[125]
- 17 listopada
  - Alfred Borkowski – polski entomolog, muzealnik[126]
  - Jan Maciej Dyduch – polski duchowny katolicki, kanonista, były rektor Uniwersytetu Papieskiego Jana Pawła II w Krakowie[127]
  - Eduard von Falz-Fein – liechtensteiński biznesmen, sportowiec, działacz sportowy i dziennikarz pochodzenia rosyjskiego[128]
  - Cheng Kaijia – chiński fizyk jądrowy i inżynier[129]
  - Jewgienij Osin – rosyjski piosenkarz i autor tekstów[130]
  - Cyril Pahinui – amerykański wokalista i gitarzysta muzyki hawajskiej[131]
  - Mary Kay Stearns – amerykańska aktorka[132]
  - Metin Türel – turecki piłkarz i trener (m.in. reprezentacji Turcji)[133]
  - Kazimierz Wiszniowski – polski pedagog, społecznik, poeta, autor tekstów dla Skaldów[134]
- 16 listopada
  - Ireneusz Bieniaszkiewicz – polski adwokat, uczestnik II wojny światowej, kawaler orderów[135]
  - Francisco Calvo Serraller – hiszpański historyk i krytyk sztuki[136]
  - Eugeniusz Karol Chyłek – polski specjalista nauk rolniczych, prof. dr hab. inż.[137][138]
  - George A. Cooper – angielski aktor[139]
  - Pablo Ferro – amerykańsko-kubański projektant graficzny i typograf[140]
  - Alec Finn – irlandzki muzyk folkowy grający na buzuki[141]
  - Ryszard Iwanowski – polski fizyk[142]
  - Ryszard Maciejczyk – polski samorządowiec, starosta włoszczowski (2006–2010)[143]
  - René Roch – francuski działacz sportowy, w latach 1993–2008 szef Międzynarodowej Federacji Szermierczej[144][145]
  - Cecylia Roszak – polska dominikanka, najstarsza siostra zakonna na świecie, odznaczona medalem Sprawiedliwy wśród Narodów Świata[146]
  - Zygmunt Skórzyński – polski socjolog, działacz społeczny, jeden z założycieli Klubu Inteligencji Katolickiego w Warszawie[147]
  - Andriej Żigalin – rosyjski poeta[148]
- 15 listopada
  - John Bluthal – brytyjski aktor[149]
  - Roy Clark – amerykański piosenkarz country, aktor i gitarzysta[150]
  - William Goldman – amerykański pisarz, scenarzysta filmowy, laureat Oskara za najlepszy scenariusz[151]
  - Adolf Grünbaum – niemiecko-amerykański filozof nauki[152]
  - Sonny Knowles – irlandzki piosenkarz[153]
  - Żores Miedwiediew – rosyjski biolog, agronom, historyk i dysydent[154][155]
  - Flemming Nielsen – duński piłkarz, srebrny medalista olimpijski (1960)[156]
  - Kim Porter – amerykańska modelka, aktorka[157]
  - Luigi Rossi di Montelera – włoski polityk i deputowany, menedżer firm winiarskich, w tym Martini & Rossi[158]
  - Aldyr Schlee – brazylijski pisarz, dziennikarz, nauczyciel akademicki i ilustrator, projektant stroju reprezentacji Brazylii w piłce nożnej[159][160]
  - Lubomir Tomaszewski – polski malarz, rzeźbiarz i projektant porcelany[161]
  - Jane Wenham – angielska aktorka[162]
- 14 listopada
  - Morten Grunwald – duński aktor i reżyser[163]
  - James V. Hansen – amerykański polityk, od 1981 do 2003 członek Izby Reprezentantów[164]
  - Rolf Hoppe – niemiecki aktor[165]
  - Francisco Molina – chilijsko-hiszpański piłkarz i trener[166]
  - Fernando del Paso – meksykański pisarz, eseista, poeta[167]
  - Fritz Rohrlich – amerykański fizyk teoretyczny[168]
  - Adela Styczyńska – polska anglistka, prof. dr hab.[169]
  - Gottfried Weilenmann – szwajcarski kolarz szosowy[170]
  - Czesław Wojciechowski – polski uczestnik II wojny światowej, pułkownik WP w stanie spoczynku, kawaler orderów[171]
  - Jerzy Zemke – polski ekonomista, profesor nadzwyczajny Uniwersytetu Gdańskiego[172]
- 13 listopada
  - Vicente Almeida d’Eça – portugalski wiceadmirał i urzędnik państwowy, administrator/wysoki komisarz kolonii Wyspy Zielonego Przylądka (1974–1975)[173]
  - Regina Bielska – polska piosenkarka[174][175]
  - Romuald Czubacki – polski urzędnik państwowy i konsularny, działacz partyjny, konsul generalny PRL w Chicago (1972–1975)[176]
  - Lucho Gatica – chilijski piosenkarz, aktor i prezenter filmowy[177]
  - Zdeňka Hledíková – czeska historyk i archiwistka[178]
  - Andrzej Kaszlej – polski historyk, znawca rękopisów cerkiewnosłowiańskich[179][180]
  - Janusz Łunis – polski zawodnik i sędzia brydżowy[181]
  - Katherine MacGregor – amerykańska aktorka[182]
  - Józef Misiek – polski działacz opozycji w okresie PRL, filozof i fizyk, doc. dr hab.[183][184][185]
  - David Stewart – szkocki piłkarz[186]
- 12 listopada
  - Blanche Burton-Lyles – amerykańska pianistka klasyczna[187]
  - Józef Kozina – polski samorządowiec, starosta głubczycki (2006–2018)[188]
  - Anath Kumar – indyjski polityk, parlamentarzysta i trzykrotny minister[189]
  - Stan Lee – amerykański autor komiksów, pisarz, scenarzysta i producent filmowy[190]
  - Igor Łuczenok – białoruski kompozytor, szef Białoruskiej Unii Kompozytorów, Ludowy Artysta ZSRR[191]
  - Jan Janusz Meller – polski ekonomista, prof. dr hab.[192][193]
  - Lee Min-hye – koreańska kolarka, złota medalistka Igrzysk Azjatyckich 2010[194]
  - David Pearson – amerykański kierowca wyścigowy, uczestnik wyścigów NASCAR, zwycięzca m.in. Daytona 500[195]
  - Toivo Topias Pohjala – fiński polityk i parlamentarzysta, minister rolnictwa i leśnictwa[196]
  - Krzysztof Sylwanowicz – polski operator filmowy[197]
- 11 listopada
  - Tadeusz Chruściński – polski trener piłkarski[198]
  - Pedro Aranda Díaz-Muñoz – meksykański duchowny katolicki, arcybiskup[199]
  - Dominic Carmon – amerykański duchowny katolicki, werbista, biskup[200]
  - Donald McCaig – amerykański powieściopisarz, poeta, eseista[201]
  - Douglas Rain – kanadyjski aktor[202]
  - Jerzy Rebeta – polski politolog, dr hab. prof. Katolickiego Uniwersytetu Lubelskiego Jana Pawła II[203][204]
  - Tomasz Sienkiewicz – polski muzyk i artysta kabaretowy, autor tekstów piosenek[205]
  - Tadeusz Wnuk – polski ekonomista, polityk, samorządowiec, prezydent Sosnowca, senator RP[206]
- 10 listopada
  - Raffaele Baldassarre – włoski polityk, prawnik i samorządowiec[207]
  - Manfred Flegel – wschodnioniemiecki polityk, wicepremier (1967–1989), minister, wiceprezes NDPD (1987–1989)[208]
  - Ron Johnson – amerykański futbolista[209]
  - Liz J. Patterson – amerykańska polityk, członek Izby Reprezentantów[210]
  - Francisco Tarajano – hiszpański pisarz i poeta[211]
- 9 listopada
  - Stanisław Czerep – polski historyk, dr hab.[212][213]
  - Jerzy Orliński – polski muzyk, wykonawca piosenki studenckiej i satyrycznej, członek zespołu Andrzeja Kaczmarka[214]
  - Janet Paisley – szkocka pisarka, poetka i dramatopisarka[215]
  - Zdzisław Sosnowski – polski piłkarz i trener[216]
  - Jerzy Schwarz – polski polityk i działacz piłkarski, wicewojewoda gdański[217][218][219]
  - Helmut Tobollik – polski piłkarz[220]
  - Robert Urbain – belgijski i waloński polityk, samorządowiec i nauczyciel, kilkukrotny minister[221]
- 8 listopada
  - Bartolomé Bennassar – francuski historyk i iberysta[222]
  - Krzysztof Eysymontt – polski historyk sztuki[223]
  - Alfons Kupka – polski duchowny katolicki, prowincjał Polskiej Prowincji Misjonarzy Oblatów Maryi Niepokalanej[224]
  - Marianna Pepe – włoska strzelczyni sportowa[225][226]
  - Wallace Triplett – amerykański futbolista[227]
- 7 listopada
  - Hamadjoda Adjoudji – kameruński polityk i minister[228]
  - José Fortunato Álvarez Valdéz – meksykański duchowny katolicki, biskup[229]
  - Marek Bąk – polski działacz sportowy[230]
  - Zbigniew Boniecki – polski dziennikarz, korespondent zagraniczny[231]
  - Robert Brucato – amerykański duchowny katolicki, biskup[232]
  - Dariusz Dekański – polski historyk, dr hab.[233]
  - Frederico Heimler – niemiecki duchowny katolicki, posługujący w Brazylii, biskup[234]
  - Tadeusz Kunda – polski publicysta, działacz katolicki, współzałożyciel Stowarzyszenia Effatha[235]
  - Francis Lai – francuski kompozytor, autor muzyki filmowej, laureat Oscara, Złotego Globu i Cezara[236][237]
  - Bob Naegele Jr. – amerykański biznesmen, założyciel klub Minnesota Wild[238]
  - Amaliya PƏnahova – azerska aktorka[239]
  - Oskar Rabin – rosyjski malarz[240]
- 6 listopada
  - Jonathan Cantwell – australijski kolarz[241]
  - Bernard Landry – kanadyjski polityk i prawnik, w latach 2001–2003 premier Quebecu[242]
  - Ted Mack – australijski niezależny polityk, parlamentarzysta, burmistrz North Sydney[243]
  - Hugh McDowell – angielski wiolonczelista, muzyk zespołu Electric Light Orchestra[244]
  - Dave Morgan – brytyjski kierowca wyścigowy[245][246]
  - Albin Pajda – polski żołnierz podziemia niepodległościowego w czasie II wojny światowej oraz powojennego podziemia antykomunistycznego, kawaler orderów[247]
- 5 listopada
  - Keith Christiansen – amerykański hokeista, srebrny medalista olimpijski z 1972[248]
  - Irena Dziedzic – polska dziennikarka[249]
  - Ali Squalli Houssaini – marokański pisarz, twórca tekstu hymnu Maroka[250]
  - Janusz Leydo – polski działacz podziemia niepodległościowego w czasie II wojny światowej, kawaler orderów[251][252]
  - Lucjan Piątek – polski piłkarz, narciarz i lekkoatleta, działacz i sędzia sportowy, kawaler orderów[253]
  - Józef Zając – polski pediatra, prof. dr hab.[254][255]
- 4 listopada
  - Karl-Heinz Adler – niemiecki artysta, malarz i rzeźbiarz[256]
  - Donna Axum – amerykańska modelka, prezenterka telewizyjna i działaczka społeczna, Miss America z 1964[257]
  - Edward Dobija – polski działacz partyjny i państwowy, wojewoda włocławski (1977–1980)[258]
  - Josh Fauver – amerykański basista, członek zespołu Deerhunter[259]
  - Kateryna Handziuk – ukraińska dziennikarka i działaczka społeczna ujawniająca korupcję[260]
  - Jeremy Heywood – brytyjski urzędnik państwowy, par dożywotni, od 2014 do 2018 szef brytyjskiej służby cywilnej[261]
  - Tadeusz Kisielewski – polski pisarz, autor książek o historii najnowszej[262]
  - Mustafa Madih – marokański trener piłkarski, trenujący m.in. Hassanię Agadir, AS.FAR i reprezentację Maroka do lat 17[263]
  - Krzesława Maliszewska-Mazurkiewicz – polska malarka, pedagog[264][265]
  - Nina Markiewicz-Mikołajczyk – polska śpiewaczka operowa[266][267]
  - Bertil Mårtensson – szwedzki pisarz science fiction i filozof[268]
  - Andrzej Mitan – polski wokalista, kompozytor, performer, artysta wizualny, happener, poeta konkretny, poeta dźwięku, wydawca płyt artystycznych[269]
  - John Njenga – kenijski duchowny katolicki, arcybiskup[270]
  - Serhij Tkacz – ukraiński seryjny morderca[271]
- 3 listopada
  - Janusz Bielański – polski ksiądz, infułat, kanonik gremialny Krakowskiej Kapituły Katedralnej[272]
  - Adolf Dobieszewski – polski socjolog i politolog, profesor zwyczajny[273]
  - Janina Duda – polska partyzantka pochodzenia żydowskiego, funkcjonariuszka aparatu bezpieczeństwa publicznego[274]
  - Maria Guinot – portugalska piosenkarka, uczestniczka Eurowizji (1984)[275]
  - Adam Laboga – polski przedsiębiorca, szef produkującego wzmacniacze przedsiębiorstwa Laboga[276]
  - Sondra Locke – amerykańska aktorka i reżyser[277]
  - Jean Mohr – szwajcarski fotograf-dokumentalista[278]
  - Barbara Jadwiga Pytalska – polski pedagog, nauczycielka, działaczka społeczna, dama orderów[279]
- 2 listopada
  - Stanisław Biliński – amerykański duchowny katolicki pochodzenia polskiego, biskup Polskiego Narodowego Kościoła katolickiego w USA i Kanadzie[280]
  - Naftali Bon – kenijski lekkoatleta, wicemistrz olimpijski z 1968[281]
  - Raymond Chow – hongkoński producent filmowy i prezenter, popularyzator filmów sztuk walki[282][283]
  - Christian Daghio – włoski zawodnik boksu tajskiego[284]
  - Roy Hargrove – amerykański trębacz jazzowy, dwukrotny laureat Nagrody Grammy[285]
  - Álvaro de Luna – hiszpański aktor[286]
  - Alfred Majerowicz – polski geolog, prof. dr hab.[287]
  - Kitty O’Neil – amerykańska kaskaderka[288]
  - Devah Pager – amerykańska socjolog[289]
  - Robert F. Taft – amerykański jezuita i liturgista, archimandryta Kościoła katolickiego obrządku bizantyjsko-ukraińskiego, wicerektor Papieskiego Instytutu Wschodniego[290]
  - Jerzy Wyrozumski – polski historyk, profesor nauk humanistycznych[291]
- 1 listopada
  - Mariusz Chwedczuk – polski scenograf i grafik[292]
  - Carlo Giuffrè – włoski aktor[293]
  - Theodor Hoffmann – wschodnioniemiecki admirał, dowódca Volksmarine, ostatni minister obrony Niemieckiej Republiki Demokratycznej[294]
  - Czesław Hurynowicz – polski inżynier budownictwa, wicewojewoda słupski (1988–1994)[295][296]
  - Józef Japola – polski teoretyk literatury, prof. dr hab.[297][298]
  - Władimir Jerszow – rosyjski poeta i malarz[299]
  - Edward Pochroń – polski dziennikarz[300]
  - Halina Słojewska – polska aktorka, działaczka opozycji antykomunistycznej[301]
  - Marta Szendzielorz – polska inżynier, kierownik budowy, dama orderów[302]
  - Klemens Ścierski – polski inżynier energetyk i polityk, minister przemysłu i handlu w latach 1995–1996[303]
  - Juri Wartanian – ormiański sztangista[304]

data dzienna nieznana
- Ewa Kostańska – polska dziennikarka[305]
- Edward Kowol – polski trener koszykówki[306]
- Jerzy Mikuśkiewicz – polski wiolonczelista i pedagog muzyczny, popularyzator muzyki, organizator koncertów i dyrektor Międzynarodowego Festiwalu Jeunesses Musicales[307]